# Was mein Gott will, das g’scheh allzeit

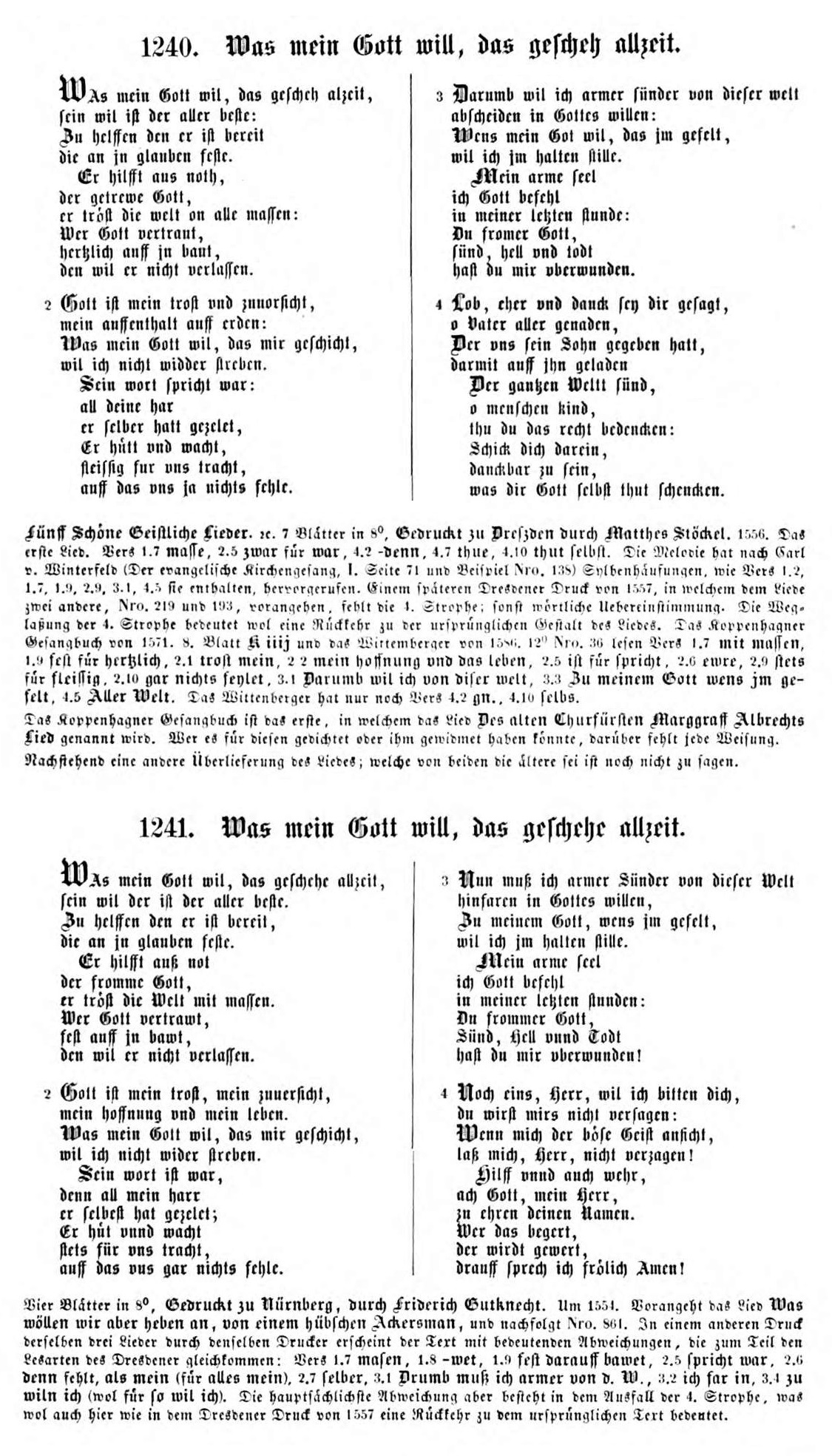
Edition der beiden frühesten Textversionen mit textkritischem Kommentar bei Philipp Wackernagel (1870)

Was mein Gott will, das g’scheh allzeit ist ein Kirchenlied der evangelisch-lutherischen Tradition. Der Text entstand um 1550 und wird Albrecht von Preußen zugeschrieben. Die Melodie geht auf eine Singweise zurück, die Claudin de Sermisy 1529 zu einem weltlichen französischen Text komponierte. Das Lied gehört seit seiner Entstehung ohne Unterbrechung zu den Kernliedern des lutherischen Kirchengesangs. Im Evangelischen Gesangbuch steht es in der Rubrik Glaube – Liebe – Hoffnung. Angst und Vertrauen (Nr. 364).